# Катастрофа воздушного шара в Луксоре (2013)
Катастрофа воздушного шара произошла в египетском городе Луксор 26 февраля 2013 года в 07:00 по местному времени (05:00 UTC).
Воздушные шары, наполненные горячим воздухом, традиционно используются в Египте для проведения двухчасовых экскурсий и демонстрации туристам местного ландшафта и достопримечательностей. На высоте около 300 метров произошло возгорание шара в воздухе, некоторые туристы стали выпрыгивать из корзины, хотя шансов на спасение при падении с такой высоты у них не было. В итоге огонь охватил оболочку шара, после чего последовал взрыв и корзина упала на плантацию сахарного тростника к западу от Луксора.
Погибли 19 человек, выжили только двое — один иностранный турист и пилот, они в крайне тяжелом состоянии были доставлены в местную больницу. Власти Луксора запретили полеты на воздушных шарах.

## Пострадавшие
| Страна                  | Погибшие | Выжившие |
| ----------------------- | -------- | -------- |
| Гонконг                 | 9        | -        |
| Япония                  | 4        | -        |
| Соединённое Королевство | 2        | 1        |
| Франция                 | 2        | -        |
| Египет                  | 1        | 1        |
| Венгрия                 | 1        | -        |